# Bulbine caput-medusae
Bulbine caput-medusae és una espècie de planta herbàcia que pertany a la família de les asfodelàcies, subfamília de les asfodelòidies. És endèmica de Namíbia.
És una planta perenne, herbàcia, suculenta, geòfita que pot arribar a fer entre 0,15 a 0,22 m d'alçada.
Bulbine caput-medusae és una planta perenne, herbàcia, suculenta, geòfita que pot arribar a fer entre 0,15 a 0,22 m d'alçada.
Creix a Namíbia a una altitud de 500 a 1500 metres.
Habita les seques sabanes i calurosos deserts. D'aquesta herba perenne es coneixen entre 4 a 6 subpoblacions amb un grau d'ocurrència <2500 km². La grandària de la població és d'uns 5000, però, no són reals les amenaces conegudes (encara que el recull és una amenaça potencial, ja que és una planta molt atractiva) i la població es considera actualment estable.

## Taxonomia
Bulbine caput-medusae va ser descrita per G.Will. i publicada a Aloe; Mondstuk van die Suid-Afrikaanse Aalwyn- en Vetplant Vereniging 32: 81, a l'any 1995.
Etimologia
Bulbine: que rep el nom del tubercle en forma de bulb de moltes espècies.
caput-medusae: epítet llatí compost per caput, que significa "cap" i per madusaegenitiu de medusa, que era la dona mítica, el cabell ros del qual, es va convertir en serps i llur mirada convertia els objectes en pedra i va ser assassinada per Perseu.